# American Hockey League 1978-1979
La stagione 1978-1979 è stata la 43ª edizione della American Hockey League, la più importante lega minore nordamericana di hockey su ghiaccio. Il calendario della stagione regolare fu composto da 80 partite. La stagione vide al via nove formazioni e al termine dei playoff i Maine Mariners conquistarono la loro seconda Calder Cup sconfiggendo i New Haven Nighthawks 4-0.

## Modifiche
- Gli Hampton Gulls cessarono le proprie attività.
- I Binghamton Dusters passarono dalla North alla South Division.
- Nacquero nella North Division i New Brunswick Hawks, nuova franchigia canadese con sede a Moncton.

## Stagione regolare

### Classifiche
North Division
|  | Pos. | Squadra               | Pt  | G  | V  | S  | N  | GF  | GS  | DR  |
|  | ---- | --------------------- | --- | -- | -- | -- | -- | --- | --- | --- |
|  | 1.   | Maine Mariners        | 103 | 80 | 45 | 22 | 13 | 350 | 252 | +98 |
|  | 2.   | New Brunswick Hawks   | 92  | 80 | 41 | 29 | 10 | 315 | 288 | +27 |
|  | 3.   | Nova Scotia Voyageurs | 82  | 80 | 39 | 37 | 4  | 313 | 302 | +11 |
|  | 4.   | Springfield Indians   | 75  | 80 | 33 | 38 | 9  | 289 | 290 | -1  |

South Division
|  | Pos. | Squadra                | Pt  | G  | V  | S  | N  | GF  | GS  | DR   |
|  | ---- | ---------------------- | --- | -- | -- | -- | -- | --- | --- | ---- |
|  | 1.   | New Haven Nighthawks   | 101 | 80 | 46 | 25 | 9  | 346 | 271 | +75  |
|  | 2.   | Hershey Bears          | 78  | 79 | 35 | 36 | 8  | 311 | 324 | -13  |
|  | 3.   | Binghamton Dusters     | 69  | 79 | 32 | 42 | 5  | 300 | 320 | -20  |
|  | 4.   | Rochester Americans    | 64  | 80 | 26 | 42 | 12 | 289 | 349 | -60  |
|  | 5.   | Philadelphia Firebirds | 54  | 80 | 23 | 49 | 8  | 230 | 347 | -117 |

Legenda:

      Ammesse ai Playoff
Note:

Due punti a vittoria, un punto a pareggio, zero a sconfitta.

### Statistiche
Classifica marcatori
| Giocatore       | Squadra               | PG | Gol | Assist | Punti |
| --------------- | --------------------- | -- | --- | ------ | ----- |
| Bernie Johnston | Maine Mariners        | 70 | 29  | 66     | 95    |
| Wayne Schaab    | Maine Mariners        | 80 | 41  | 50     | 91    |
| Kirk Bowman     | New Brunswick Hawks   | 80 | 26  | 56     | 82    |
| Bobby Sheehan   | New Haven Nighthawks  | 70 | 33  | 48     | 81    |
| Rick Meagher    | Nova Scotia Voyageurs | 79 | 35  | 46     | 81    |
| Dave Lumley     | Nova Scotia Voyageurs | 61 | 22  | 58     | 80    |
| Claude Noël     | Hershey Bears         | 76 | 30  | 50     | 80    |
| Dale Lewis      | New Haven Nighthawks  | 76 | 29  | 51     | 80    |
| Rocky Saganiuk  | New Brunswick Hawks   | 61 | 47  | 29     | 76    |
| André Peloffy   | Springfield Indians   | 77 | 28  | 48     | 76    |
|                 |                       |    |     |        |       |

Classifica portieri
| Giocatore           | Squadra                | PG | MGS  |  |
| ------------------- | ---------------------- | -- | ---- |  |
| Pierre Hamel        | New Haven Nighthawks   | 37 | 2.45 |  |
| Rick St. Croix      | Philadelphia Firebirds | 31 | 2.84 |  |
| Pete Peeters        | Maine Mariners         | 35 | 2.90 |  |
| Lindsay Middlebrook | New Haven Nighthawks   | 54 | 3.22 |  |
| Richard Sévigny     | Nova Scotia Voyageurs  | 42 | 3.25 |  |
| Robbie Moore        | Maine Mariners         | 26 | 3.38 |  |
| Steve Baker         | New Haven Nighthawks   | 24 | 3.43 |  |
| Murray Bannerman    | New Brunswick Hawks    | 47 | 3.54 |  |
| Lorne Molleken      | Springfield Indians    | 44 | 3.58 |  |
| Jim Bedard          | Hershey Bears          | 26 | 3.76 |  |
|                     |                        |    |      |  |

## Playoff
|  | Primo turno | Primo turno           | Primo turno          |                       |                | Semifinali     | Semifinali     | Semifinali |  |  | Calder Cup | Calder Cup | Calder Cup |  |
|  |             |                       |                      |                       |                |                |                |            |  |  |            |            |            |  |
|  |             |                       |                      |                       |                | N1             | Maine Mariners | 4          |  |  |            |            |            |  |
|  |             |                       |                      |                       |                | N1             | Maine Mariners | 4          |  |  |            |            |            |  |
|  |             |                       |                      | Nova Scotia Voyageurs | 2              |                |                |            |  |  |            |            |            |  |
|  | N2          | New Brunswick Hawks   | 2                    | Nova Scotia Voyageurs | 2              |                |                |            |  |  |            |            |            |  |
|  | N2          | New Brunswick Hawks   | 2                    |                       |                |                |                |            |  |  |            |            |            |  |
|  | N3          | Nova Scotia Voyageurs | 3                    |                       |                |                |                |            |  |  |            |            |            |  |
|  | N3          | Nova Scotia Voyageurs | 3                    |                       | Maine Mariners | Maine Mariners | 4              |            |  |  |            |            |            |  |
|  |             |                       |                      |                       |                |                |                |            |  |  |            |            |            |  |
|  |             |                       | New Haven Nighthawks | New Haven Nighthawks  | 0              |                |                |            |  |  |            |            |            |  |
|  |             |                       |                      | New Haven Nighthawks  | 0              |                |                |            |  |  |            |            |            |  |
|  |             |                       |                      |                       |                |                |                |            |  |  |            |            |            |  |
|  |             |                       |                      |                       |                |                |                |            |  |  |            |            |            |  |
|  |             | S1                    | New Haven Nighthawks | 4                     |                |                |                |            |  |  |            |            |            |  |
|  |             |                       |                      | 4                     |                |                |                |            |  |  |            |            |            |  |
|  |             |                       |                      | Binghamton Dusters    | 2              |                |                |            |  |  |            |            |            |  |
|  | S2          | Hershey Bears         | 1                    | Binghamton Dusters    | 2              |                |                |            |  |  |            |            |            |  |
|  | S2          | Hershey Bears         | 1                    |                       |                |                |                |            |  |  |            |            |            |  |
|  | S3          | Binghamton Dusters    | 3                    |                       |                |                |                |            |  |  |            |            |            |  |

## Premi AHL
- Calder Cup: Maine Mariners
- F. G. "Teddy" Oke Trophy: Maine Mariners
- John D. Chick Trophy: New Haven Nighthawks
- Dudley "Red" Garrett Memorial Award: Mike Meeker (Binghamton Dusters)
- Eddie Shore Award: Terry Murray (Maine Mariners)
- Fred T. Hunt Memorial Award: Bernie Johnston (Maine Mariners)
- Harry "Hap" Holmes Memorial Award: Pete Peeters e Robbie Moore (Maine Mariners)
- John B. Sollenberger Trophy: Bernie Johnston (Maine Mariners)
- Les Cunningham Award: Rocky Saganiuk (New Brunswick Hawks)
- Louis A. R. Pieri Memorial Award: Parker MacDonald (New Haven Nighthawks)

### Vincitori
| Maine Mariners | Portieri: Yves Guillemette, Robbie Moore, Pete Peeters Difensori: Reid Bailey, Norm Barnes, Glen Cochrane, Terry Murray, Dennis Patterson Attaccanti: Mike Busniuk, Gordie Clark, Jim Cunningham, Barry Dean, Paul Evans, Dave Faulkner, Bernie Johnston, Dan Lucas, Gary Morrison, John Paddock, Yves Preston, Wayne Schaab, Mike Simurda Allenatore: Bob McCammon |

### AHL All-Star Team
First All-Star Team
- Attaccanti: Yves Preston • Bernie Johnston • Rocky Saganiuk
- Difensori: Terry Murray • John Bednarski
- Portiere: Lindsay Middlebrook

Second All-Star Team
- Attaccanti: Jerry Byers • Bobby Sheehan • Dave Lumley
- Difensori: Bob Bilodeau • Dennis Patterson
- Portiere: Pete Peeters